# Campionati del mondo di triathlon del 2012
I campionati del mondo di triathlon del 2012 sono consistiti in una serie di otto gare di Campionati del mondo, denominate Dextro Energy Triathlon - ITU World Championship Series 2012, che hanno condotto alla Gran Finale di Auckland, (Nuova Zelanda) nel mese di ottobre del 2012.
La serie è stata organizzata sotto il patrocinio dell'ente che gestisce il trathlon a livello mondiale - la International Triathlon Union (ITU) - ed è stata sponsorizzata da Dextro Energy.
La serie di gare dei Campionati del mondo ha toccato Sydney, San Diego, Madrid, Kitzbühel, Amburgo, Stoccolma, Yokohama e Auckland. La stessa serie ha per la prima volta incluso anche due gare su distanza sprint e precisamente Amburgo e Stoccolma.
Tra gli uomini ha vinto il britannico Jonathan Brownlee, mentre la gara femminile è andata alla svedese Lisa Nordén.
La gara Under 23 è andata all'australiano Aaron Royle e alla britannica Non Stanford.
Tra gli juniores, il sudafricano Wian Sullwald e la giapponese Fumika Matsumoto hanno conseguito l'alloro mondiale.

## Gli eventi della serie
Per il quarto anno i campionati del mondo di triathlon prevedono la formula delle series. I sette eventi, propedeutici alla Gran Finale, si sono tenuti in quattro diversi continenti, in particolare nelle località precedentemente utilizzate con successo nelle gare di coppa del mondo.
L'unica località olimpica interessata dalle gare della serie è stata Sydney.
| Data            | Località                         | Tipo        |
| --------------- | -------------------------------- | ----------- |
| 14-15 aprile    | Sydney, Australia                | Evento      |
| 10-12 maggio    | San Diego, Stati Uniti d'America | Evento      |
| 26-27 maggio    | Madrid, Spagna                   | Evento      |
| 23-24 giugno    | Kitzbühel, Austria               | Evento      |
| 21-22 luglio    | Amburgo, Germania                | Evento      |
| 25-26 agosto    | Stoccolma, Svezia                | Evento      |
| 29-30 settembre | Yokohama, Giappone               | Evento      |
| 20-21 ottobre   | Auckland, Nuova Zelanda          | Gran Finale |

## Risultati

### Classifica generale Campionati del mondo 2012

#### Élite Uomini
| Pos. | Nome                  | Paese       | Punti |
| ---- | --------------------- | ----------- | ----- |
|      | Jonathan Brownlee     | Regno Unito | 4.935 |
|      | Javier Gómez          | Spagna      | 4.845 |
|      | Dmitrij Poljanskij    | Russia      | 3.822 |
| 4    | Sven Riederer         | Svizzera    | 3.773 |
| 5    | Richard Murray        | Sudafrica   | 3.575 |
| 6    | Steffen Justus        | Germania    | 3.564 |
| 7    | Aleksandr Brjuchankov | Russia      | 3.285 |
| 8    | Laurent Vidal         | Francia     | 2.772 |
| 9    | Joao Silva            | Portogallo  | 2.682 |
| 10   | David Hauss           | Francia     | 2.519 |

#### Élite donne
| Pos. | Nome                 | Paese         | Punti |
| ---- | -------------------- | ------------- | ----- |
|      | Lisa Nordén          | Svezia        | 4.531 |
|      | Anne Haug            | Germania      | 4.340 |
|      | Andrea Hewitt        | Nuova Zelanda | 3.893 |
| 4    | Barbara Riveros Diaz | Cile          | 3.707 |
| 5    | Erin Densham         | Australia     | 3.611 |
| 6    | Nicola Spirig        | Svizzera      | 3.264 |
| 7    | Sarah Groff          | Stati Uniti   | 3.232 |
| 8    | Ainhoa Murua         | Spagna        | 3.065 |
| 9    | Gwen Jorgensen       | Stati Uniti   | 3.048 |
| 10   | Kate McIlroy         | Nuova Zelanda | 3.044 |

### Risultati Gran Finale
La Gran Finale dei Campionati mondiali di triathlon del 2012 si è tenuta a Auckland, Nuova Zelanda in data 20-21 ottobre 2012.

#### Élite uomini
| Pos. | Nome                        | Paese       | Nuoto    | Bici     | Corsa    | Totale   |
| ---- | --------------------------- | ----------- | -------- | -------- | -------- | -------- |
|      | Francisco Javier Gómez Noya | Spagna      | 00:17:44 | 01:10:36 | 00:30:34 | 02:00:29 |
|      | Jonathan Brownlee           | Regno Unito | 00:17:00 | 01:11:11 | 00:30:34 | 02:00:31 |
|      | Sven Riederer               | Svizzera    | 00:17:45 | 01:10:28 | 00:31:20 | 02:01:18 |

Classifica completa

#### Élite donne
| Pos. | Nome                 | Paese       | Nuoto    | Bici     | Corsa    | Totale   |
| ---- | -------------------- | ----------- | -------- | -------- | -------- | -------- |
|      | Anne Haug            | Germania    | 00:20:17 | 01:13:37 | 00:35:13 | 02:10:48 |
|      | Gwen Jorgensen       | Stati Uniti | 00:19:16 | 01:15:40 | 00:34:10 | 02:11:00 |
|      | Barbara Riveros Diaz | Cile        | 00:19:16 | 01:14:37 | 00:35:22 | 02:11:01 |

Classifica completa

#### Junior uomini
| Pos. | Nome                | Paese     | Nuoto    | Bici     | Corsa    | Totale   |
| ---- | ------------------- | --------- | -------- | -------- | -------- | -------- |
|      | Wian Sullwald       | Sudafrica | 00:08:52 | 00:35:31 | 00:15:46 | 01:01:44 |
|      | Simon Viain         | Francia   | 00:09:19 | 00:34:51 | 00:15:57 | 01:01:58 |
|      | Constantine Doherty | Irlanda   | 00:09:23 | 00:34:51 | 00:16:07 | 01:01:59 |

Classifica completa

#### Junior donne
| Pos. | Nome             | Paese       | Nuoto    | Bici     | Corsa    | Totale   |
| ---- | ---------------- | ----------- | -------- | -------- | -------- | -------- |
|      | Fumika Matsumoto | Giappone    | 00:10:29 | 00:38:39 | 00:17:28 | 01:08:33 |
|      | Léonie Périault  | Francia     | 00:10:24 | 00:38:48 | 00:17:36 | 01:08:36 |
|      | Tamara Gorman    | Stati Uniti | 00:09:40 | 00:39:33 | 00:17:32 | 01:08:39 |

Classifica completa

#### Under 23 uomini
| Pos. | Nome            | Paese       | Nuoto    | Bici     | Corsa    | Totale   |
| ---- | --------------- | ----------- | -------- | -------- | -------- | -------- |
|      | Aaron Royle     | Australia   | 00:17:26 | 01:06:33 | 00:31:39 | 01:57:17 |
|      | Fernando Alarza | Spagna      | 00:17:34 | 01:06:27 | 00:31:40 | 01:57:20 |
|      | Thomas Bishop   | Regno Unito | 00:17:38 | 01:06:17 | 00:31:41 | 01:57:21 |

Classifica completa

#### Under 23 donne
| Pos. | Nome             | Paese       | Nuoto    | Bici     | Corsa    | Totale   |
| ---- | ---------------- | ----------- | -------- | -------- | -------- | -------- |
|      | Non Stanford     | Regno Unito | 00:19:54 | 01:15:42 | 00:35:41 | 02:13:06 |
|      | Sarissa De Vries | Paesi Bassi | 00:19:40 | 01:15:52 | 00:35:52 | 02:13:15 |
|      | Joanna Brown     | Canada      | 00:19:48 | 01:15:46 | 00:36:44 | 02:14:12 |

Classifica completa

### Risultati Serie 1 - Sydney

#### Élite uomini
| Pos. | Nome           | Paese     | Nuoto    | Bici     | Corsa    | Totale   |
| ---- | -------------- | --------- | -------- | -------- | -------- | -------- |
|      | Steffen Justus | Germania  | 00:18:04 | 01:00:27 | 00:30:50 | 01:51:04 |
|      | Richard Murray | Sudafrica | 00:18:23 | 01:00:15 | 00:30:53 | 01:51:13 |
|      | Laurent Vidal  | Francia   | 00:17:57 | 01:00:34 | 00:30:58 | 01:51:15 |

Classifica completa

#### Élite donne
| Pos. | Nome          | Paese         | Nuoto    | Bici     | Corsa    | Totale   |
| ---- | ------------- | ------------- | -------- | -------- | -------- | -------- |
|      | Erin Densham  | Australia     | 00:19:43 | 01:05:24 | 00:34:28 | 02:01:29 |
|      | Helen Jenkins | Regno Unito   | 00:19:35 | 01:05:33 | 00:34:32 | 02:01:38 |
|      | Andrea Hewitt | Nuova Zelanda | 00:19:40 | 01:05:24 | 00:34:38 | 02:01:45 |

Classifica completa

### Risultati Serie 2 - San Diego

#### Élite uomini
| Pos. | Nome              | Paese       | Nuoto    | Bici     | Corsa    | Totale   |
| ---- | ----------------- | ----------- | -------- | -------- | -------- | -------- |
|      | Jonathan Brownlee | Regno Unito | 00:17:37 | 00:59:47 | 00:30:00 | 01:48:47 |
|      | Sven Riederer     | Svizzera    | 00:17:55 | 00:59:31 | 00:30:03 | 01:48:52 |
|      | Richard Murray    | Sudafrica   | 00:18:24 | 00:59:32 | 00:30:16 | 01:49:01 |

Classifica completa

#### Élite donne
| Pos. | Nome          | Paese       | Nuoto    | Bici     | Corsa    | Totale   |
| ---- | ------------- | ----------- | -------- | -------- | -------- | -------- |
|      | Helen Jenkins | Regno Unito | 00:18:28 | 01:04:54 | 00:33:34 | 01:58:21 |
|      | Erin Densham  | Australia   | 00:18:34 | 01:04:52 | 00:34:39 | 01:59:26 |
|      | Laura Bennett | Stati Uniti | 00:18:31 | 01:04:54 | 00:35:28 | 02:00:11 |

Classifica completa

### Risultati Serie 3 - Madrid

#### Élite uomini
| Pos. | Nome                  | Paese       | Nuoto    | Bici     | Corsa    | Totale   |
| ---- | --------------------- | ----------- | -------- | -------- | -------- | -------- |
|      | Jonathan Brownlee     | Regno Unito | 00:17:49 | 01:01:39 | 00:30:57 | 01:51:49 |
|      | Alexander Bryukhankov | Russia      | 00:17:55 | 01:01:38 | 00:31:35 | 01:52:28 |
|      | Dmitrij Poljanskij    | Russia      | 00:17:51 | 01:01:43 | 00:32:01 | 01:52:54 |

Classifica completa

#### Élite donne
| Pos. | Nome                 | Paese    | Nuoto    | Bici     | Corsa    | Totale   |
| ---- | -------------------- | -------- | -------- | -------- | -------- | -------- |
|      | Nicola Spirig        | Svizzera | 00:20:00 | 01:10:00 | 00:35:01 | 02:06:35 |
|      | Aileen Morrison      | Irlanda  | 00:19:59 | 01:10:05 | 00:34:58 | 02:06:38 |
|      | Barbara Riveros Diaz | Cile     | 00:20:13 | 01:09:48 | 00:35:12 | 02:06:40 |

Classifica completa

### Risultati Serie 4 - Kitzbühel

#### Élite uomini
| Pos. | Nome                        | Paese       | Nuoto    | Bici     | Corsa    | Totale   |
| ---- | --------------------------- | ----------- | -------- | -------- | -------- | -------- |
|      | Alistair Brownlee           | Regno Unito | 00:18:06 | 01:01:15 | 00:29:51 | 01:50:13 |
|      | Jonathan Brownlee           | Regno Unito | 00:18:04 | 01:01:18 | 00:30:37 | 01:51:02 |
|      | Francisco Javier Gómez Noya | Spagna      | 00:18:14 | 01:00:59 | 00:30:51 | 01:51:18 |

Classifica completa

#### Élite donne
| Pos. | Nome          | Paese         | Nuoto    | Bici     | Corsa    | Totale   |
| ---- | ------------- | ------------- | -------- | -------- | -------- | -------- |
|      | Nicola Spirig | Svizzera      | 00:19:40 | 01:09:52 | 00:34:57 | 02:05:37 |
|      | Lisa Nordén   | Svezia        | 00:19:42 | 01:09:49 | 00:34:55 | 02:05:40 |
|      | Andrea Hewitt | Nuova Zelanda | 00:19:39 | 01:09:52 | 00:35:03 | 02:05:43 |

Classifica completa

### Risultati Serie 5 - Amburgo

#### Élite uomini
| Pos. | Nome                        | Paese     | Nuoto    | Bici     | Corsa    | Totale   |
| ---- | --------------------------- | --------- | -------- | -------- | -------- | -------- |
|      | Richard Murray              | Sudafrica | 00:08:56 | 00:27:52 | 00:14:05 | 00:51:48 |
|      | Francisco Javier Gómez Noya | Spagna    | 00:08:32 | 00:28:13 | 00:14:10 | 00:51:53 |
|      | Steffen Justus              | Germania  | 00:08:40 | 00:28:09 | 00:14:16 | 00:51:59 |

Classifica completa

#### Élite donne
| Pos. | Nome         | Paese       | Nuoto    | Bici     | Corsa    | Totale   |
| ---- | ------------ | ----------- | -------- | -------- | -------- | -------- |
|      | Erin Densham | Australia   | 00:09:48 | 00:29:34 | 00:15:50 | 00:56:07 |
|      | Emma Moffatt | Australia   | 00:09:27 | 00:29:48 | 00:16:04 | 00:56:19 |
|      | Sarah Groff  | Stati Uniti | 00:09:29 | 00:29:49 | 00:16:05 | 00:56:21 |

Classifica completa

### Risultati Serie 6 - Stoccolma

#### Élite uomini
| Pos. | Nome                        | Paese       | Nuoto    | Bici     | Corsa    | Totale   |
| ---- | --------------------------- | ----------- | -------- | -------- | -------- | -------- |
|      | Jonathan Brownlee           | Regno Unito | 00:09:00 | 00:29:53 | 00:14:05 | 00:54:24 |
|      | Francisco Javier Gómez Noya | Spagna      | 00:09:16 | 00:29:47 | 00:13:59 | 00:54:31 |
|      | Vincent Luis                | Francia     | 00:09:00 | 00:29:51 | 00:14:15 | 00:54:35 |

Classifica completa

#### Élite donne
| Pos. | Nome                 | Paese       | Nuoto    | Bici     | Corsa    | Totale   |
| ---- | -------------------- | ----------- | -------- | -------- | -------- | -------- |
|      | Lisa Nordén          | Svezia      | 00:10:06 | 00:32:50 | 00:16:03 | 01:00:36 |
|      | Maaike Caelers       | Paesi Bassi | 00:10:36 | 00:32:27 | 00:16:04 | 01:00:45 |
|      | Barbara Riveros Diaz | Cile        | 00:10:19 | 00:32:39 | 00:16:22 | 01:00:55 |

Classifica completa

### Risultati Serie 7 - Yokohama

#### Élite uomini
| Pos. | Nome                        | Paese      | Nuoto    | Bici     | Corsa    | Totale   |
| ---- | --------------------------- | ---------- | -------- | -------- | -------- | -------- |
|      | João Silva                  | Portogallo | 00:18:06 | 00:59:50 | 00:29:42 | 01:48:44 |
|      | Francisco Javier Gómez Noya | Spagna     | 00:17:55 | 00:59:57 | 00:29:59 | 01:48:57 |
|      | Dmitrij Poljanskij          | Russia     | 00:18:04 | 00:59:49 | 00:30:11 | 01:49:10 |

Classifica completa

#### Élite donne
| Pos. | Nome           | Paese       | Nuoto    | Bici     | Corsa    | Totale   |
| ---- | -------------- | ----------- | -------- | -------- | -------- | -------- |
|      | Lisa Nordén    | Svezia      | 00:19:45 | 01:04:48 | 00:33:21 | 01:59:07 |
|      | Anne Haug      | Germania    | 00:20:54 | 01:03:42 | 00:33:26 | 01:59:07 |
|      | Maaike Caelers | Paesi Bassi | 00:20:53 | 01:03:41 | 00:33:26 | 01:59:12 |

Classifica completa